# Серапеум
Серапеум е наименование, дадено на храмовете на Серапис през птолемейската епоха. Най-забележителен е серапеумът в Александрия, разрушен от патриарх Теофил Александрийски през 391 по време на християнизацията на Египет.
Наименованието мемфиски серапеум е дадено на некропола, който Мариет открива през 1850 г. между Абузир и Саккара. Там бил погребван божественият бик Апис. Това е съвкупност от подземия, които са използвани от царуването на Аменофис III нататък и всеки Апис притежавал свой гроб, над който се издига погребално светилище. При Рамзес II се наложило да ги погребват в общи помещения, а по външните стени на нишите, в които били зазиждани, са поставяни възпоменателни стели. Саркофазите с мумиите на биковете първоначално се изработвали от дърво, а по-късно били изсичани от гранит или базалт – намерени са 24 такива саркофага. При Лагидите той все още се използва като некропол и там се установяват служители, които са доброволни отшелници. Уреден е и един „акслепийон“, където болните идвали с надеждата да се изцерят чрез божествена намеса.
На практиката да се балсамират биковете Апис дължим и единственото съхранено описание на процедурата по балсамиране. Балсамирането е знание, което се предава от баща на син, от поколение на поколение. Но продължителността на живота на бика не гарантира, че майстора ще успее да предаде традицията по балсамирането му на своя наследник. За това се е наложило и записването ѝ.
| Портал | Портал „Африка“ съдържа още много статии, свързани с Африка. Можете да се включите към Уикипроект „Африка“. |